# Domaine du Bouxhof
Le domaine du Bouxhof est un monument historique situé à Mittelwihr, dans le département français du Haut-Rhin.

## Localisation
Ce lieu est situé au lieu-dit Bouxhof à Mittelwihr.

## Historique
L'édifice fait l'objet d'une inscription au titre des monuments historiques depuis 1996.

## Architecture

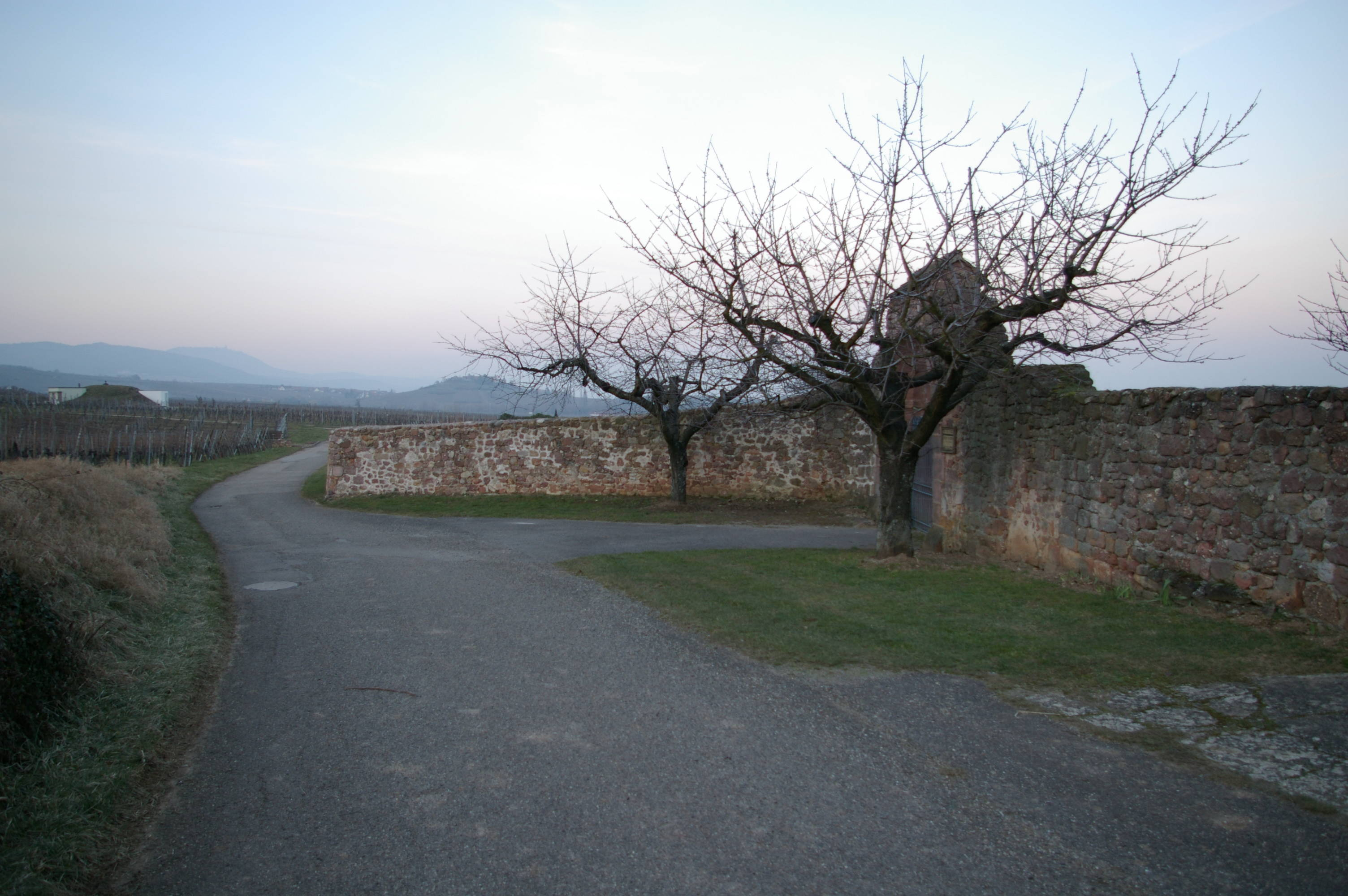
Mur de clôture (1438).
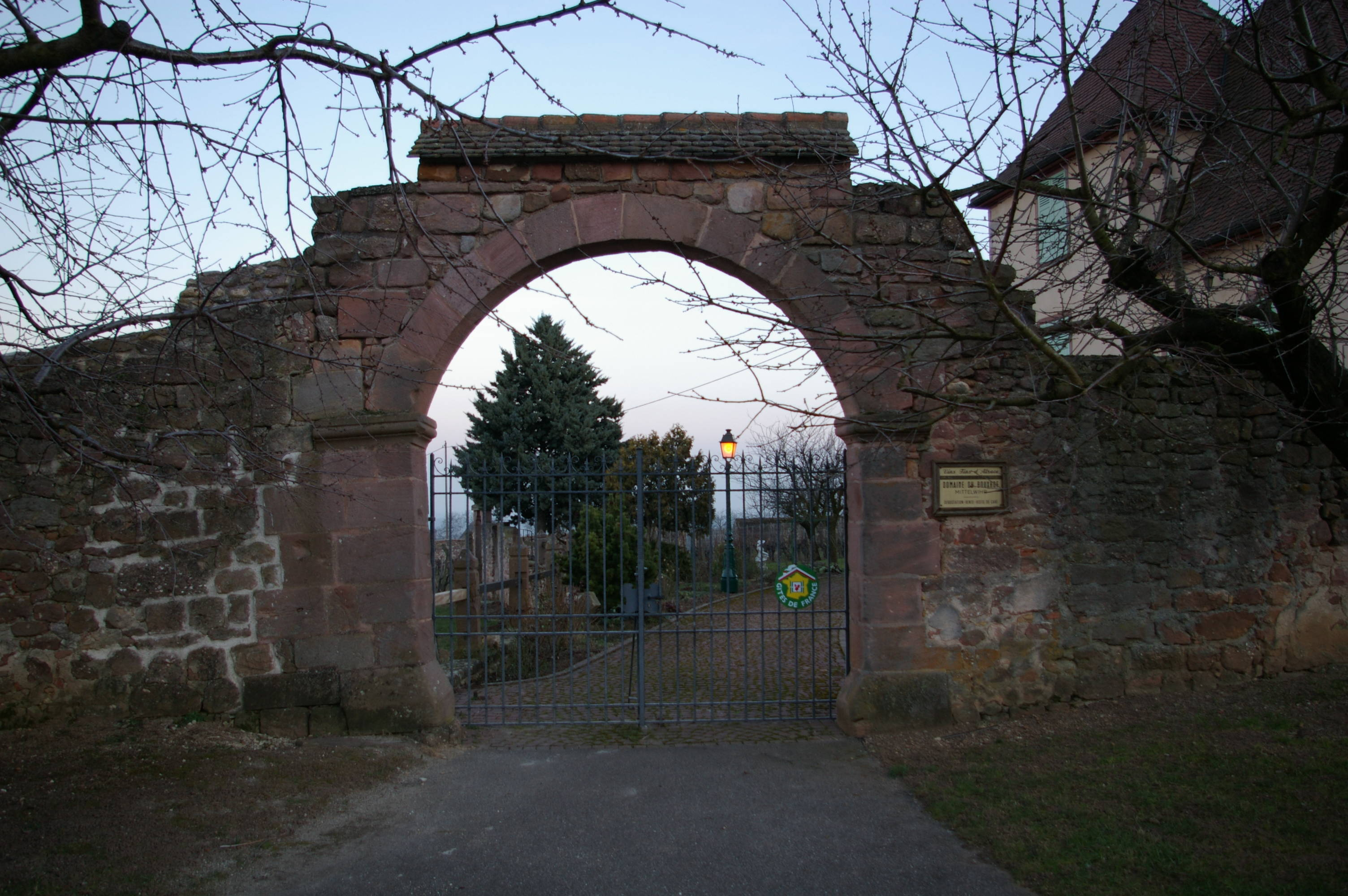
Portail cintré (1438).
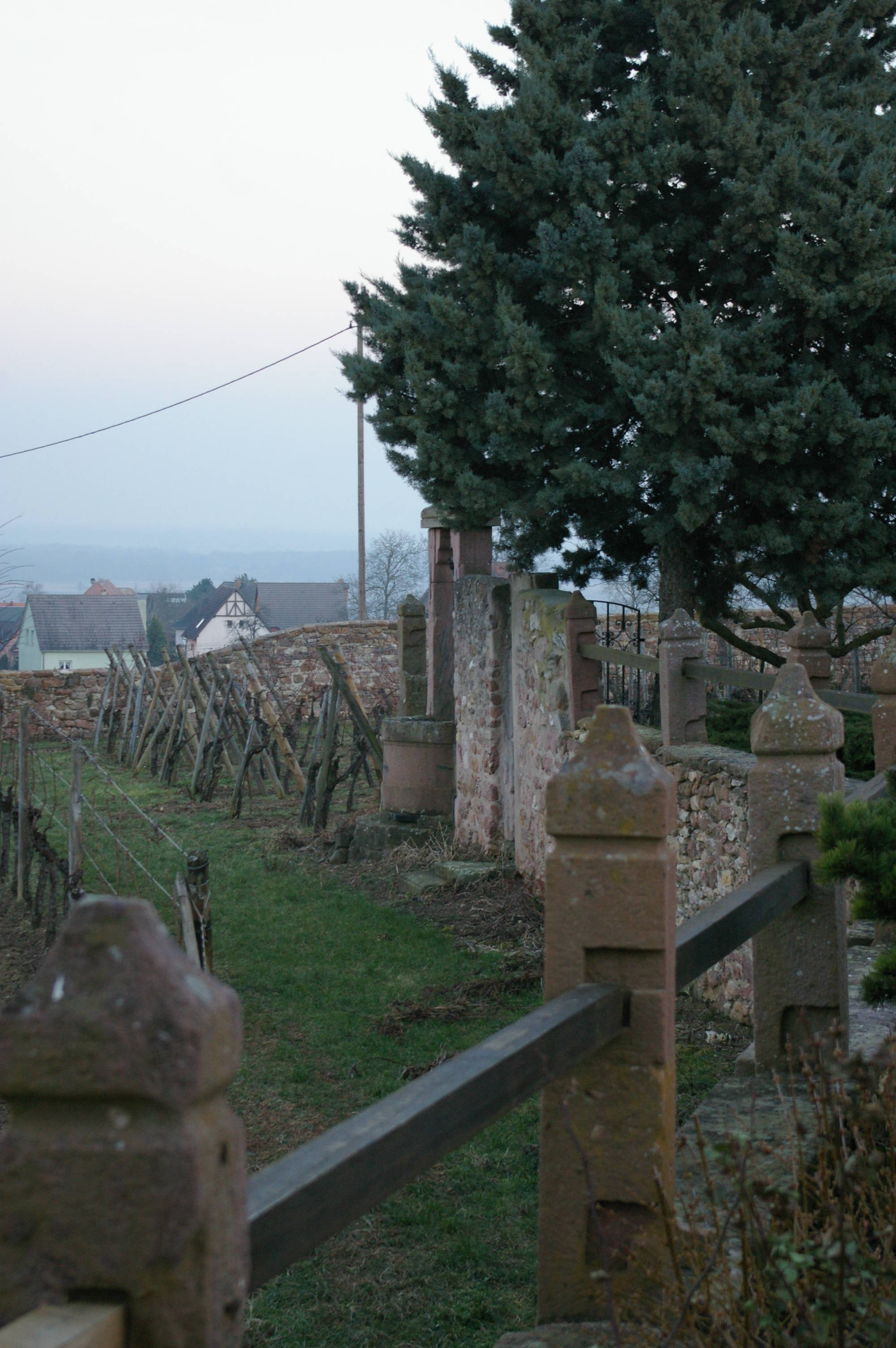
Puits vu de côté (1707).
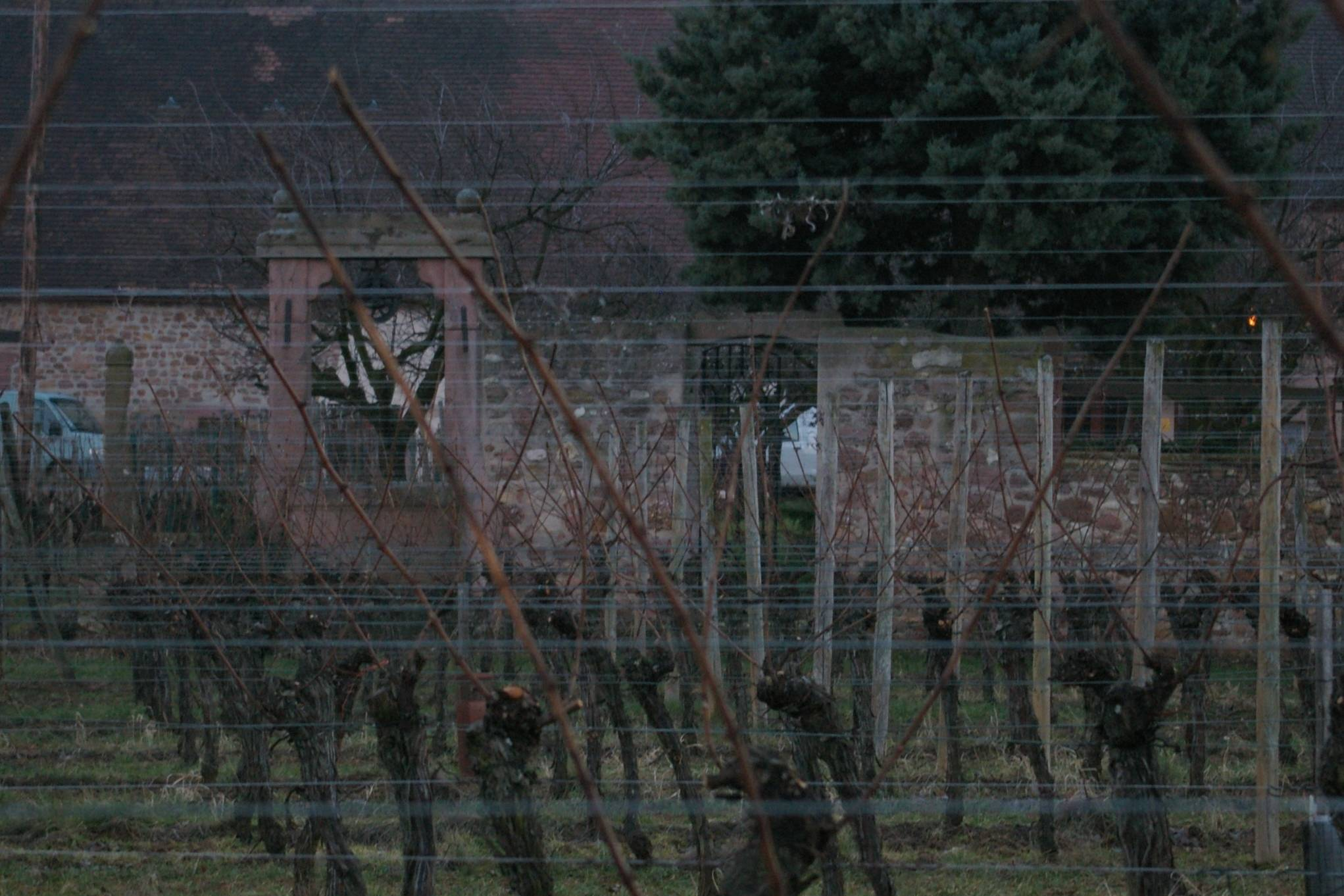
Puits vu de face (1707).